# Nissum Fjord

Nissum Fjord

Das Binnengewässer Nissum Fjord liegt an der dänischen Nordseeküste, etwa 25 km westlich von Holstebro und 25 km nördlich von Ringkøbing.

## Allgemeines
Der Strandsee hat eine Ausdehnung von etwa 7.000 ha. Eine Nehrung, die an der schmalsten Stelle gerade 200 m breit ist, trennt ihn von der Nordsee. Aufgrund der geringen Wassertiefe wurden zwischen 1844 und 1870 vier verschiedene Pläne ausgearbeitet, das Gebiet trockenzulegen, um landwirtschaftliche Nutzflächen zu gewinnen. 
1873 wurde ein Koog im Südosten, der Felsted Kog, fertiggestellt. Die Deiche hielten jedoch nicht lange stand. Zwischen 1935 und 1965 konnte schließlich ein vergleichsweise kleiner Teil erneut trockengelegt werden.
Beim Küstenort Thorsminde befindet sich eine Schleusenanlage mit zwölf Entwässerungs- und einer Kammerschleuse. 1866 zur Entwässerung eingeweiht, dient die Anlage heute nur zur Regulierung von Wasserstand und Salzgehalt im Nissum Fjord.

## Kulturelles
Am letzten Sonntag im August wird seit 2015 der Aktionstag Nissum Fjord Dagen abgehalten.

## Natur
Im Dezember 2018 wurde der Nissum Fjord vom dänischen Dachverband Friluftsrådet als Naturpark zertifiziert. Naturparke sollen helfen, Natur und Kulturlandschaft zu bewahren und für den sanften Tourismus zu erschließen; sie stellen keine eigentlichen Naturschutzgebiete dar.
Nissum Fjord verfügt über ausgedehnte Schilfflächen, wichtige Rast- und Brutgebiete für Vögel, vor allem für Gänse- und Entenarten sowie Watvögel. Dieses Röhricht genießt Schutzstatus gemäß internationaler Ramsar-Konvention.